# Jindřich Jindřich
Jindřich Jindřich (5. března 1876 Klenčí pod Čerchovem – 23. října 1967 Domažlice) byl český hudební skladatel, klavírista, sbormistr, etnograf a sběratel lidových písní. Byl přítelem Josefa Fišera.

## Život
Byl synem učitele Aloise Jindřicha, typického venkovského kantora s širokým hudebním vzděláním. Hrál prakticky na všechny hudební nástroje a byl zejména velmi dobrý houslista. Pokoušel se i o kompozici, dochovalo se několik příležitostných skladeb. Pevné základy hudebního vzdělání získal tedy mladý Jindřich doma. Pokračoval ve studiu na učitelském ústavu v Soběslavi. Několik let učil na školách ve Lhenicích a v Domažlicích.
Vedle učitelského působení studoval skladbu u Vítězslava Nováka a klavír u Karla Hoffmeistra. Stal se oblíbeným doprovázečem českých pěvců Karla a Emila Buriana a zejména Emy Destinnové. Ta velmi milovala jeho chodské písně a často je na koncertech uváděla. Koncertoval se Ševčíkovým kvartetem a byl úspěšný i jako sólový klavírista.
Celý svůj život však zasvětil rodnému Chodsku. Byl sbormistrem studentského mužského sboru v Soběslavi a domažlického sboru Čerchovan. V Domažlicích vybudoval Chodské muzeum, které shromažďuje doklady chodského lidového umění.
Za své hudební i etnografické dílo byl v roce 1954 jmenován zasloužilým umělcem a v roce 1957 národním umělcem. Byl také členem České akademie věd a umění a čestným členem Svazu českých skladatelů.

## Etnografické dílo
Jeho největším dílem je 26dílný etnografický sborník Chodsko. Čtyři první díly obsahují chodský slovník, gramatiku a historii Chodska. Dalších 22 dílů je věnováno životu, zvykům chodského lidu a lidové kultuře Chodska.
Výsledky své sběratelské činnosti publikoval v devítidílném Chodském zpěvníku, který obsahuje více než 1400 notových záznamů písní a na 4000 textů. Je to sbírka ve své rozsáhlosti a úplnosti ojedinělá nejen v naší, ale i ve světové literatuře.

## Hudební dílo

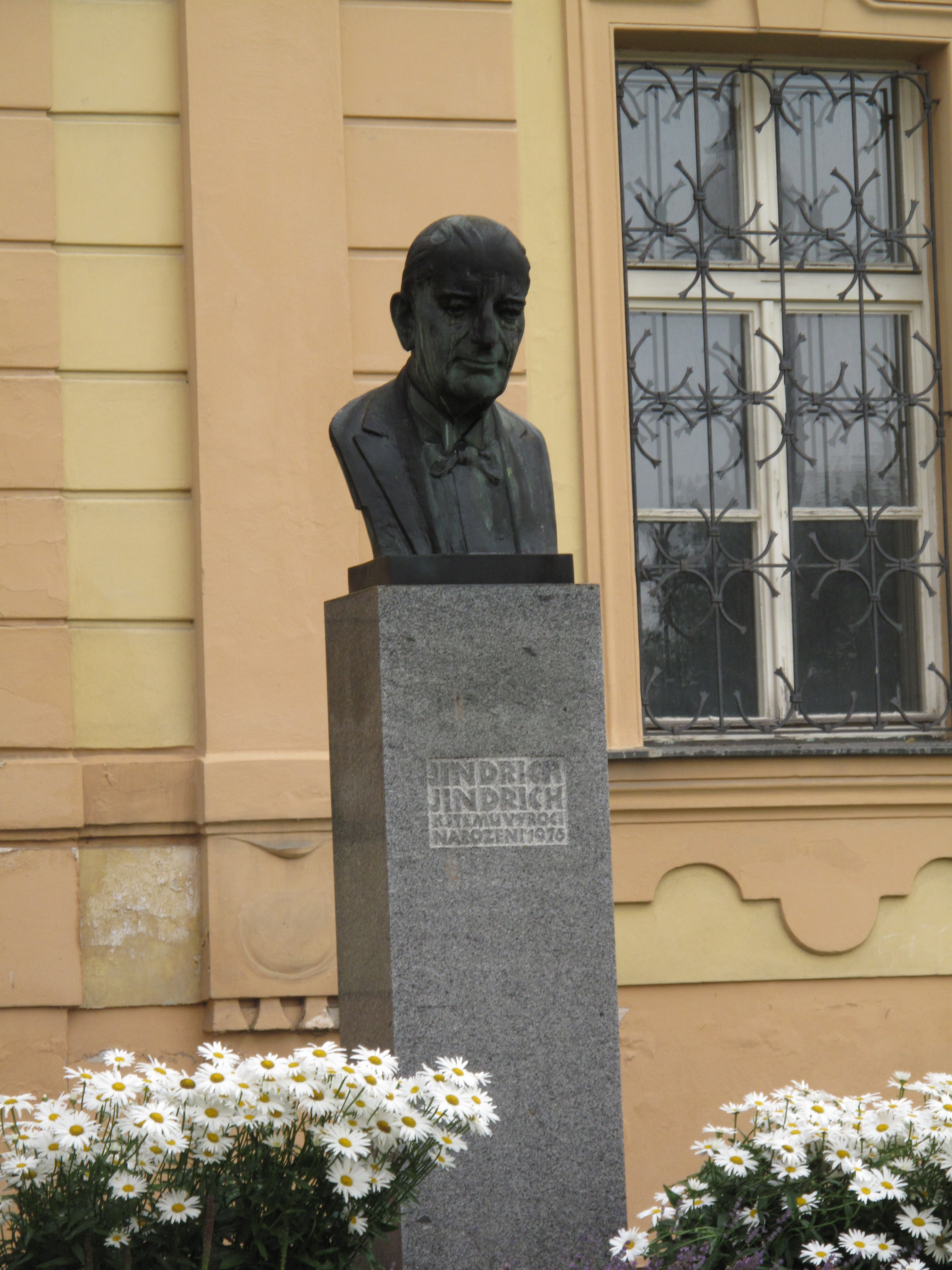
Busta Jindřicha Jindřicha v Domažlicích

Hudební dílo Jindřicha Jindřicha je převážně vokální. Zkomponoval více než 170 písní s doprovodem klavíru či orchestru, 29 mužských sborů, 8 smíšených sborů a 16 ženských sborů. Vydal rovněž několik sbírek úprav chodských písní, z nichž patrně nejznámější je Poklad Chodska obsahující 102 písní a tanců.
Vedle této tvorby zkomponoval řadu drobných klavírních skladeb, rovněž vesměs inspirovaných Chodskem. Orchestrální díla jsou jen příležitostná. Z roku 1906 pochází Elegie pro smyčcový orchestr a z roku 1911 symfonická báseň Svítání v horách.